# Classement sans suite
Cet article concerne la procédure judiciaire. Pour le roman italien, voir Classé sans suite.
Ne doit pas être confondu avec Relaxe.
Le classement sans suite est, dans le cadre d'une affaire pénale (principalement criminelle), une décision prise par le ministère public ou toute autre autorité judiciaire chargée d'une mission de sauvegarde des intérêts généraux de la société de ne pas mettre en œuvre l’action publique, afin de ne pas poursuivre l’auteur présumé d’une infraction.

## Motifs
Pour le classement sans suite d'un dossier, on retient généralement les motifs suivants :
- les faits ne constituent pas une infraction ;
- l'auteur de l'infraction est demeuré inconnu (ou les indices ne sont pas assez nombreux pour poursuivre un suspect) ;
- le plaignant se désintéresse de l'affaire (retirant notamment sa plainte) ;
- le préjudice causé n'est pas assez important, ou les faits ne sont pas jugés suffisamment graves pour faire l'objet de poursuites.

Le classement sans suite n'a pas l'autorité de la chose jugée : le ministère public peut ainsi revenir à tout moment sur sa décision et engager des poursuites lorsque des éléments nouveaux sont susceptibles de relancer une enquête judiciaire, sauf en cas de prescription ou de décès de l'auteur des faits.